# 時野佐一郎
時野 佐一郎（ときの さいちろう）は、日本の神奈川県出身の歴史家。

## 人物
大学の史学科を卒業して、テレビ番組や小説など多くの時代考証を手掛けている。

## 主な作品

### 考証作品
- 『シグルイ』（画・山口貴由、秋田書店『チャンピオンRED』にて2003年-2010年連載）

### 著書
- 『武士道の真実』（光人社）
- 『日本人の恋物語』（光人社）

### 連載
- 『日本史傑物伝』（アサヒ芸能）

### 監修
- 『たけしの日本教育白書2007』（フジテレビ系列　歴史部分）
- 『歴史大河ひらめき偉人伝』（TBS系列）
- 『サムライ・ハイスクール』（日本テレビ系列）

など多数。